# Digimon
Digimon (яп. デジモン дэдзимон), сокращение от Digital Monsters (デジタルモンスター дэдзитару монсута:, цифровые монстры) — японская медиафраншиза, созданная Акиёси Хонго и распространяемая компанией Bandai Namco Holdings. Названа в честь одноимённых цифровых существ, обитателей цифрового мира, состоящего из компьютерных данных и параллельного реальному миру, с которым он связан посредством сетей или имматериальных порталов и Интернет-соединений.
Основана в 1997 году с выходом в продажу виртуальных питомцев, небольших электронных устройств и видеоигр, в которых можно было выращивать цифровых домашних питомцев и проводить между ними бои. В следующем 1998 году они впервые были представлены в видеоигре Digital Monster Ver. S: Digimon Tamers, выпущенной для консоли Sega Saturn. В 1999 году в японских кинотеатрах прошел показ первого короткометражного фильма, фактически ставшего пилотной серией к первому аниме-сериалу Digimon Adventure совместного производства компаний Bandai и Toei Animation. Продукция серии Digimon также экспортировалась в западные страны: в том же году были осуществлены её первые поставки и начата трансляция аниме-сериала, локализацией и курированием которого занималась американская компания Saban Entertainment. Сериал парадоксальным образом популяризовал виртуальных питомцев и другие произведения, рассматривавшиеся в этих странах как производные. В 2012 году Saban Entertaiment приобрёла права на распространение аниме-сериалов, количество которых к тому времени достигло шести, за пределами Японии в более, чем шестидесяти странах.
Серия Digimon была хорошо воспринята на международном уровне, в частности в пунктах розничной торговли, среди детей младшего и подросткового возраста, взрослых и большой части специализированных СМИ. Однако она подвергалась критике за разжигание потребительства и часто рассматривалась общественностью в качестве обыкновенной имитации медиафраншизы «Покемон», являвшейся её коммерческим конкурентом. Со времени выхода в свет виртуальных питомцев, трансляции первого аниме-сериала и продажи различной сопутствующей продукции — видеоигр, манги, анимационных фильмов, музыкальных сборников, журналов, игрушек, карточных игр и прочего — серия распространяется по всему миру, став одним из заметнейших культурных и социальных феноменов II десятилетия эпохи Хэйсэй (2000-х годов). Её популярность обеспечила ей высокие продажи в супермаркетах, общие показатели которых в марте 2002 года превысили 25 млрд иен.

## История

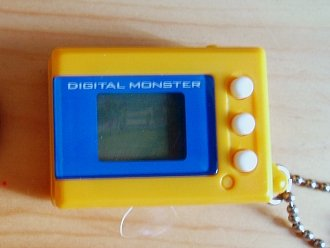
Один из виртуальных питомцев, распространявшихся на японском рынке компанией Bandai, популяризировавшей таким образом серию Digimon в Японии. По состоянию на март 2014 года число проданных устройств достигло 13 млн экземпляров по всему миру

Первые сведения о разработке медиафраншизы относятся к 1996 году, времени появления устройств «Тамагочи», созданных Акихиро Ёкои и Аки Моитой, сотрудниками компаний Wiz co. Ltd и Bandai Namco Holdings. В июне 1997 года в продажу вышли небольшие устройства, называемые DigiMon (аббревиатура от Digital Monsters — цифровые монстры). Эти устройства были созданы Акиёси Хонго (коллективный псевдоним создателей Тамагочи) и предназначались для детской аудитории. Они представляли собой игры с виртуальными домашними питомцами, состоящими исключительно из цифровых данных. Этих питомцев можно было растить и проводить между ними бои. В том же году была выпущена компьютерная игра DigiMon для Windows 95, разработанная компанией Rapture Technologies. Также в японском журнале V Jump издательства Shueisha была опубликована манга-ваншот C’mon Digimon, сочинённая автором Хироси Идзавой и художником Тэнъей Ябуно.
Спустя шесть месяцев после появления первых виртуальных питомцев в свет вышли устройства второго, а в 1998 году — и третьего поколения. Игра начинается на нижней шкале развития с дигимоном-детёнышем, имеющим ограниченное количество атак и эволюций, этого дигимона нужно было кормить и тренировать, чтобы он мог развиваться в более сильную форму; при успешных тренировках боеспособность дигимона увеличивалась, если же тренировки не увенчивались успехом, то наоборот. Устройства предусматривали инновационную на то время функцию, позволяющую игрокам подключаться к устройствам друг друга для проведения боёв. Однако дигимон не мог бороться, пока он не достигал уровня «Ребёнок». Виртуальные бои между игроками происходили во многих метро и на детских площадках; тем не менее виртуальные питомцы были запрещены в некоторых азиатских школах, поскольку учителя и родители считали их слишком шумными и жестокими. Самый первый дигимон был создан дизайнером Кэндзи Ватанабэ под влиянием американских комиксов; другие дигимоны, общее количество которых к 2000 году достигло 279, появились в результате широких дискуссий и сотрудничества между работниками Bandai Namco Holdings.

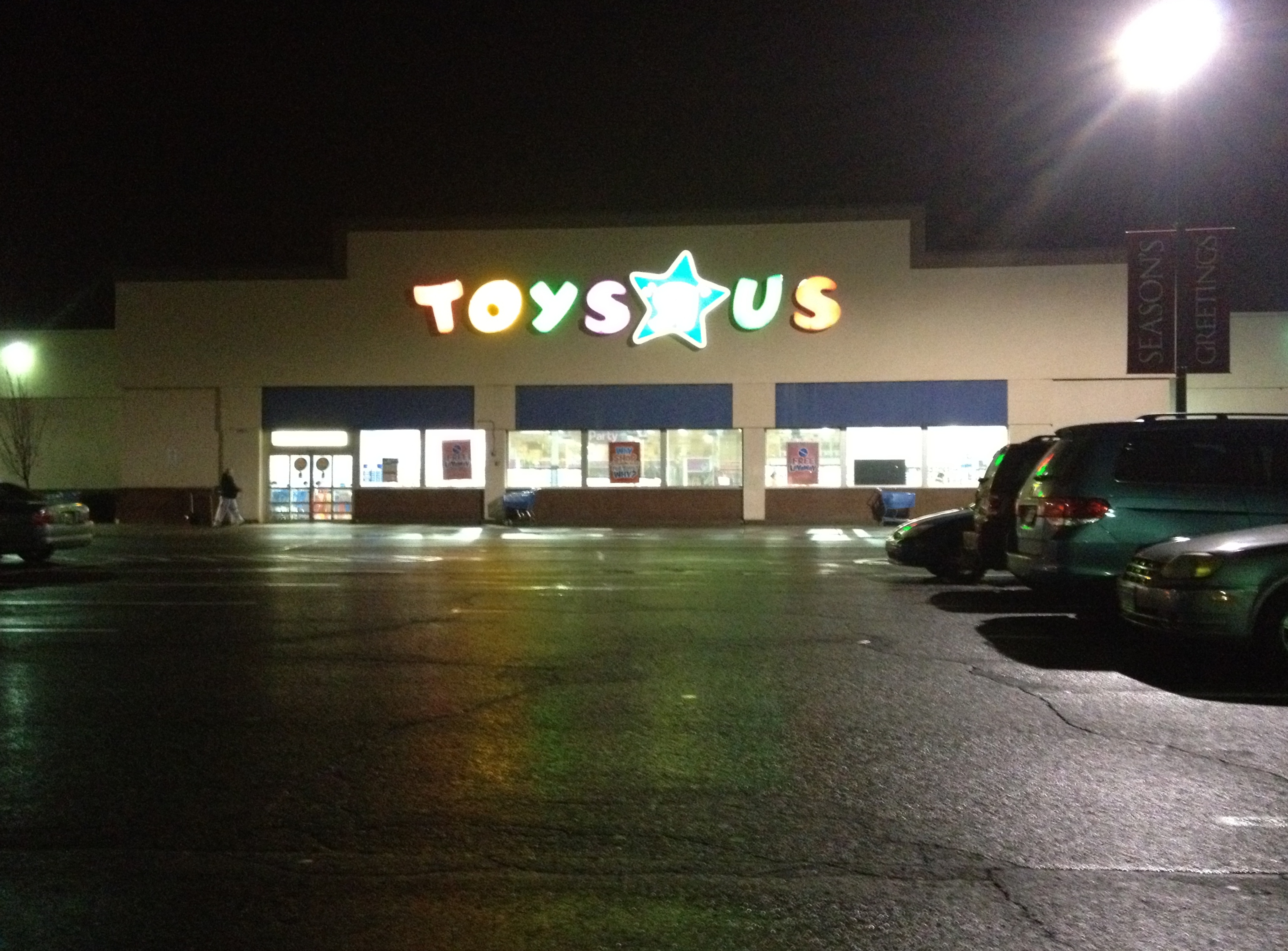
В американской сети магазинов Toys “R” Us продавалось большое количество продукции под маркой Digimon, запасы которой были распроданы уже в начале 2000-х годов

23 сентября 1998 года, после коммерческого успеха виртуальных питомцев, продажи которых к марту 2004 года достигли 13 млн экземпляров в Японии и более 1 млн экземпляров по всему миру, компания Bandai выпустила компьютерную игру Digital Monster Ver. S: Digimon Tamers. Эта игра стала первой в серии Digimon, выпущенной для игровой-консоли Sega Saturn, вслед за ней, 28 января 1999 года, была выпущена игра Digimon World для консоли PlayStation, продажи которой в Японии к февралю 2000 года составили более 250 тыс. экземпляров. Вскоре после этого, 6 марта 1999 года, в кинотеатрах Японии состоялась премьера короткометражного аниме-фильма Digimon Adventure, рассказывающего о первой встрече людей и цифровых монстров. По сути он стал пилотным выпуском одноимённого аниме-сериала, произведённого в сотрудничестве с кинокомпанией Toei Animation и показ которого начался на следующий день, 7 марта 1999 года на телеканале Fuji Television; в том же году сериал был адаптирован для зарубежного проката. В 2000 году, в связи с возросшей популярностью сериала, вышло его продолжение и два короткометражных аниме-фильма — Our War Game! и Chōzetsu Shinka!! Ōgon no Digimental. Между тем на тематику этих сериалов выпускалась различная сопутствующая продукция, предназначенная как для внутренней торговли, так и для экспорта. Однако, несмотря на постепенный рост её популярности, во многих публикациях в СМИ подчёркивалось некоторое её сходство с «Покемоном», что привело к крупному соперничеству между сторонниками этих двух франшиз, значительной коммерческой конкуренции и разногласиям в широкой публике.
Первоначально медиафраншиза Digimon экспортировалась в западные страны в конце 1990-х-начале 2000-х годов с выходом сериала Digimon Adventure, парадоксальным образом популяризировавшего виртуальных питомцев и другие произведения, рассматривавшиеся в этих странах как производные. Особую популярность серия обрела в Северной Америке, когда издательство Dark Horse Comics приобрело лицензию на издание в период с мая по сентябрь 2000 года тринадцати номеров независимого комикса, также выпускавшегося в Германии и Великобритании издательством Panini Comics. 6 октября 2000 года в 1700 кинотеатрах США был показан совместный американо-канадский анимационный фильм Digimon: The Movie, первоначально распространявшийся в супермаркетах на видеокассетах фирмы 20th Century Fox. Более 7000 компаний, специализирующихся на игрушках и продуктах питания, в частности американские Toys “R” Us и Taco Bell, воспользовались популярностью серии, приобретя лицензию на производство продукции под её торговой маркой; до 15 ноября 2000 года Taco Bell совместно с Saban Entertainment, компании, адаптировавшей первые два аниме-сериала в США, способствовала продвижению фильма Digimon: The Movie.
В 2001 году, в связи с растущей популярностью аниме, был анонсирован третий сериал, Digimon Tamers, с новой концепцией, согласно которой персонажи воспринимают дигимонов как коммерческую медиафраншизу. Позднее, в 2004 году, уже после выхода четвёртого сериала, Digimon Frontier, Bandai Namco Holdings анонсировала съёмки нового полнометражного анимационного фильма с использованием компьютерной анимации, выпущенного 3 января 2005 года под названием Digital Monster X-Evolution. В 2006 году, спустя около трёх с половиной лет после выхода в 2003 году сериала Digimon Frontier, на мероприятии Jump Festa был анонсирован пятый аниме-сериал, в целях привлечения более широкой аудитории его сценарий сильно отличался по сравнению с предыдущими сериалами. 2006 год ознаменовал собой новый коммерческий старт серии Digimon в Японии после нескольких лет застоя.
В 2011 году Bandai Namco Holdings приступила к реализации проекта к празднованию 15-летия франшизы, состоящей из четырёх этапов. Первым этапом стал выпуск в 2012 году видеоигры Digimon World Re:Digitize для портативной консоли PlayStation Portable (PSP), вторым — выпуск карточной игры Digimon Crusaders для iPhone. Третьим этапом стал выпуск 13 января 2013 года второй видеоигры для PSP, Digimon Adventure, в полном объёме повторяющей каждую из серий одноимённого аниме-сериала и озвученную актёрами, ранее озвучивавшими последний. Завершающим четвёртым этапом стал выпуск видеоигры Digimon World Re:Digitize Decode, анонсированной 21 февраля 2013 года в журнале V Jump и выпущенной 27 июня 2013 года для консоли Nintendo 3DS. Через Интернет было объявлено об адаптации игры для зарубежных стран. В 2013 году серия Digimon вошла в сотню самых популярных медиафраншиз в мире.

## Тематика
Серия Digimon главным образом основывается на теме монстров, научной фантастики, компьютерного языка, и испытала на себе влияние традиционной японской духовности. Первый аниме-сериал эксплуатирует идею, возникшую в 1970-х годах, согласно которой человек имеет возможность путешествовать с Земли в параллельный цифровой и электронный мир. Этот параллельный мир, изначально тусклый и серый, постоянно меняется в зависимости от сериала, но в определённых его местах сохраняется гнетущая атмосфера и постапокалиптические элементы. Главным героям зачастую приходится переноситься в реальный мир, где все сцены происходят в основном в Японии в современном Токио. Сюжет третьего сериала становится более сложным и мрачным, сосредоточен, как правило, на научной фантастике, и определяет взаимодействие между людьми и цифровыми формами жизни. В четвёртом сериале концепция вновь меняется: персонажи-люди получают возможность физически превращаться в дигимонов перед битвой.
Серия основана на зачастую антропоморфных существах, называемых дигимонами и созданными под влиянием исторических явлений, в частности мифологии; эти существа состоят полностью из компьютерных данных и живут в цифровом мире. Дигимоны вылупляются из так называемых «дигияиц» и эволюционируют в более мощные формы; такой процесс называется «дигиволюцией» и, как правило, происходит в ходе битвы между дигимонами. Существует шесть уровней дигиволюции: «Новорождённый», «Младенец», «Ребёнок», «Взрослый», «Завершённый» и «Абсолютный». Большинство этих монстров сражаются под руководством детей или молодых людей, избранных с тем, чтобы они освободили цифровой и реальный миры от различных тёмных сил.

## Аниме
7 марта 1999 года на телеканале Fuji TV начался премьерный показ аниме-сериала Digimon Adventure. Рост популярности франшизы и растущая аудитория сериала дали толчок к съёмке продолжения и короткометражных фильмов. Третий и четвёртый сериалы вышли в 2001 и 2002 годах и заметно отличались от двух предыдущих. В 2006 году, после почти трёх лет затишья на телевидении, кинокомпанией Toei Animation был выпущен новый аниме-сериал, Digimon Savers, призванный увеличить рост зрительской аудитории и увеличить спрос на «дигимоновскую» продукцию; создатели решили в корне изменить сценарий и включить в него Агумона, культового дигимона, наиболее хорошо известного поклонникам аниме.
Все сериалы были произведены компанией Toei Animation и выполнены в жанрах экшн, приключения, драматическая комедия, фантастика, фэнтези, научная фантастика, в них присутствует незначительное количество сцен насилия и демонстрации наготы. Вместе с тем эти элементы были подвергнуты цензуре или удалены в американской и некоторых европейских версиях сериала с целью адаптировать сериал к более молодой аудитории. Сериалы производились с целью продвижения сопутствующей им продукции, в частности статуэток и игральных карт. В 2012 году американская компания Saban Entertainment выкупила права на распространение серии Digimon за пределами Японии. По состоянию на 2014 год вышло шесть аниме-сериалов включающих в общей сложности более 200 серий: Digimon Adventure, Digimon Adventure 02, Digimon Tamers, Digimon Frontier, Digimon Savers и Digimon Xros Wars.

### Digimon Adventure(1999–2000)
Первый аниме-сериал, Digimon Adventure, впервые транслировался по японскому телевидению с 7 марта 1999 по 26 марта 2000 на телеканале Fuji TV, после выхода одноимённого короткометражного фильма. Сериал состоит из 54 серий, его продюсером стал Хироми Сэки, а режиссёрами — Хироюки Какудо и Юкио Каидзава. Сериал основан на виртуальных питомцах и был вдохновлён романом французского писателя Жюля Верна «Два года каникул». В нём освещаются темы дружбы, мужества, сложности в принятии решений, взросления, коллективизма, прощения близких. Для озвучивания сериала режиссёрами была отобрана многочисленная команда сэйю. Во время трансляции сериал обрёл большую популярность во всём мире и две недели подряд находился в центре внимания на фестивале Toei Anime Fair. Сериал, несмотря на сравнения с аниме «Покемон», был хорошо воспринят зрительской аудиторией и специализированной прессой.
В Digimon Adventure рассказывается о приключениях группы школьников и, соответственно, их напарников-дигимонов — Таити Ягами и Агумона, Ямато Исиды и Габумона, Соры Такэноути и Пиёмона, Косиро Идзуми и Тэнтомона, Мими Татикавы и Палмона, Дзё Кидо и Гомамона, Такэру Такаиси и Патамона; через портал дети были перенесены из летнего лагеря в реальном мире в параллельный цифровой мир, населённый разнообразными цифровыми существами. Главные герои знакомятся друг с другом и объединяются в борьбе с различными злыми дигимонами (от зловещего Девимона до группы сильнейших дигимонов, Повелителей Тьмы, и Апокалимона), постепенно захватывающими контроль над цифровым миром. В дальнейшем в сериале появляется восьмой Избранный ребёнок — младшая сестра Таити, Хикари Ягами, с напарником Тейлмоном.

### Digimon Adventure 02(2000–2001)
В 2000 году, после успеха первого аниме-сериала, компания Bandai Namco Holdings анонсировала продолжение под названием Digimon Adventure 02. Сериал состоит из 50 серий, его продюсерами стали Хироми Сэки, Дайскэ Каваками и Кётаро Кимура. Впервые транслировался в Японии со 2 апреля 2000 по 22 марта 2001 на телеканале Fuji TV. Как и предыдущий сериал, Digimon Adventure 02 был озвучен многочисленным актёрским коллективом. 3 марта 2001 года, после премьеры сериала, был выпущен короткометражный аниме-фильм Diablomon no Gyakushuu. Сериал был хорошо воспринят критиками, в частности похвал были удостоены сюжетные элементы, связывающие его с предыдущим аниме.
Сюжет аниме разворачивается через три года после событий первого сериала. Новое поколение Избранных детей — Дайскэ Мотомия и Вимон, Мияко Иноуэ и Хоукмон, Иори Хида и Армадимон, Такэру Такаиси и Патамон, Хикари Ягами и Тейлмон — призваны, чтобы снова спасти Цифровой мир от различных злодеев, в частности Кайзера дигимонов (его настоящее имя — Кэн Итидзёдзи, в дальнейшем он присоедняется к Избранным детям вместе со своим напарником Ворммоном) и БелиалВамдемона. События Digimon Adventure 02 разворачиваются в той же вселенной, что и в первом сериале, и содержит схожие сюжетные элементы.

### Digimon Tamers(2001–2002)
Третий аниме-сериал, Digimon Tamers, состоит из 51 серии и впервые демонстрировался по японскому телевидению с 1 апреля 2001 по 31 марта 2002 на телеканале Fuji TV. Сериал заметно отличается от предыдущих как в плане стилистике, так и в плане сюжета. Режиссёром сериала стал Юкио Каидзава, ранее режиссировавший аниме-сериал Konjiki no Gash!! и заменивший Мамору Хосоду и Хироюки Какудо в должности ведущих режиссёров проекта. Все эти изменения вызвали неоднозначные отзывы зрителей: одни восприняли их положительно, другие же отмечали, что это уже не тот сериал, который они знали. Сериал был хорошо воспринят критикой, в частности похвал были удостоены анимация, проработка персонажей и психологический аспект сюжета.
В мире этого сериала Digimon — медиафраншиза, в которую входят игрушки и коллекционные карты, соответственно, Digimon Adventure и Digimon Adventure 02 во вселенной Tamers — всего лишь анимационные сериалы, а сами дигимоны — вымышленные существа из этой медиафраншизы. В сериале появляются новые персонажи-люди и дигимоны, из которых главными героями являются Такато Мацуда и Гилмон, Руки Макино и Ренамон, Ли Цзяньлян и Терьермон. Digimon Tamers никак не связан с событиями предыдущих аниме-сериалов, а его сюжет разворачивается в основном в реальном мире. В начале главные герои сталкиваются с тайной правительственной службой по борьбе с дигимонами «Гинпос», позже они отправляются в Цифровой мир и встречаются с четырьмя священными дигимонами-зверями, от которых они узнают о существовании разрушительного компьютерного вируса — «Цифрового жнеца», способного уничтожить оба мира.

### Digimon Frontier(2002–2003)
В начале 2002 года Toei Animation анонсировала четвёртый аниме-сериал, премьера которого должна была стартовать 7 апреля 2002 в 9:00 на телеканале Fuji TV. Руководством проекта занялись продюсеры Такэо Харуна, Кётаро Кимура, Тоору Усуки, Хироми Сэки и Ацунари Баба. Режиссёром фильма стал Юкио Каидзава, ранее режиссировавший аниме Bikkuriman и ряд серий «One Piece. Большой куш». Премьера нового 50-серийного фильма под названием Digimon Frontier на японском телевидении состоялась с 7 апреля 2002 по 30 марта 2003 года на телеканале Fuji TV. Летом того же года одноимённый короткометражный фильм, наряду с Kinnikuman и Crush Gear Turbo, проваливается в японском прокате, собрав около 800 млн иен (6,8 млн долл.).
Сериал был хорошо воспринят зрительской аудиторией и специализированной прессой, в частности были отмечены гибридные трансформации избранных в дигимонов. В сериале появляются шесть новых героев-людей разных возрастов — Такуя Камбара, Кодзи Минамото, Дзюмпэй Сибаяма, Идзуми Оримото, Томоки Хими, а позднее Коити Кимура, сопровождаемые двумя проводниками, Бокомоном и Нэмоном, и способных при помощи дигивайсов «D-детектор» превращаться в дигимонов для борьбы с Тёмным Керубимоном и его приспешниками.

### Digimon Savers(2006–2007)
Через три с половиной года после выхода Digimon Frontier компанией Bandai был анонсирован пятый аниме-сериал. После анонса сериала, состоявшегося в 2006 году на фестивале Jump Festa, Toei Animation открыла его официальную страницу на своём веб-сайте. Премьерный показ 48-серийного сериала Digimon Savers был проведён со 2 апреля 2006 по 25 марта 2007 года на телеканале Fuji TV; повторный показ его прошёл на TV Asahi. В отличие от предыдущих четырёх мультсериалов, в пятом сюжетная и графическая составляющие подверглись коренным изменениям, сделано это было с целью угодить поклонникам медиафраншизы и привлечь более широкую аудиторию. Сериал был относительно хорошо встречен поклонниками и специализированными СМИ, однако некоторые критики посетовали на его сюжетную составляющую.
Сюжет сериала разворачивается вокруг уличного подростка-хулигана Масару Даймона и его товарища-дигимона Агумона, которые в дальнейшем становятся сотрудниками DATS (Digital Accident Tactical Squad, Цифровая чрезвычайная тактическая бригада), организации, задачей которой является предупреждение угроз Земле, исходящих из Цифрового мира. Главных героев сопровождают другие члены бригады — Томас Норштейн, Ёсино Фудзиэда и их товарищи-дигимоны — Гаомон и Лаламон. Позже к ним присоединяется четвёртый и самый молодой сотрудник — Икуто Ногути с товарищем-дигимоном Фалкомоном.

### DigimonXros Wars(2010–2011)
Журнал V Jump анонсировал шестой аниме-сериал под первоначальныи названием Digimon Cross Wars и объявил о его предстоящем показе в июле 2010 года на TV Asahi. Сериал был переименован в Digimon Xros Wars и показан в двух сюжетных линиях с 6 июля 2010 по 25 сентября 2011 года параллельно с продажей сопутствующей продукции в супермаркетах, в частности фигурок. В сюжете аниме на короткое время появляются главные герои предыдущих сериалов, в частности Масару Даймон и Таити Ягами. Первая сюжетная линия, выполненная в духе первых четырёх сериалов, рассказывает о приключениях спортивного беззаботного юноши Таики Кудо и его друзей, сопровождаемых небольшой группой дигимонов, обладающих способностью сливаться воедино со своими товарищами. Главные герои пытаются восстановить порядок в раздробленном Цифровом мире.
Англоязычная версия сериала американской компании Saban Entertainment под названием Digimon Fusion была представлена 8–11 октября 2012 года на Международной ярмарке телевизионных программ (МИПКОМ) в Каннах. В начале 2012 года телекомпания TV Asahi анонсировала третью сюжетную линию сериала — Digimon Xros Wars: Toki o Kakeru Shōnen Hunter-tachi производства компании Toei Animation, показ которой состоялся со 2 октября 2011 по 25 марта 2012 года. В 2013 году она была номинирована на американскую премию Emmy Kids Awards, в категории «Лучший анимационный фильм».

### Digimon Adventure tri.(2015—2018)
Многосерийный аниме-фильм Digimon Adventure tri. первоначально был анонсирован 1 августа 2014 года на мероприятии по празднованию 15-летия со дня выхода первого аниме-сериала, Digimon Adventure. Изначально премьера фильма была запланирована на весну 2015 года. Согласно объявлению, сделанному компанией Bandai Namco, в новом сезоне главным героям будет 17 лет, и они поступят в старшую школу. Окончательный анонс фильма состоялся по истечении третьего отсчёта на официальном сайте мероприятия. Основной сценарий был обнародован 14 сентября 2014 года, вскоре после надлежащего участия поклонников серии в игре на официальном сайте Toei Animation. 8 ноября 2014 года официальный сайт Toei Animation опубликовал силуэты персонажей фильма без каких-либо подробностей. 13 декабря 2014 года компания объявила официальное название фильма и его съёмочную группу; режиссёром фильма стал Кэйтаро Мотонага, над сценарием работает Юко Какихара, а художником персонажей стал Ацуя Юки.

### Зарубежный прокат
Помимо Японии, сериалы вышли в международный прокат. Первые зарубежные показы прошли на азиатском континенте, в частности в Гонконге, на Тайване, Филиппинах, в Сингапуре, Индонезии и Южной Корее. В Индии сериалы демонстрировались на телеканалах Cartoon Network и Spacetoon Kids TV. На Филиппинах они были показаны телеканалами Cartoon Network и ABS-CBN Amazing Morning. В Океании сериалы транслировались австралийскими телесетями Network Ten (Ten Network Holdings) и Go.
В Северной Америке, в частности в США, премьерный показ первого аниме-сериала начался 14 августа 1999 года на телеканале Fox. Все аниме-сериалы, локализованные и адаптированные для американской аудитории компаниями 4Kids и Saban Entertainment, транслировались многими телевизионных каналами, в частности Fox Kids, UPN, ABC Family, Jetix, Toon Disney/Disney XD, Cartoon Network, Nicktoons, и CW Television Network. В Канаде телеканалы YTV и Family Channel показали американские версии сериалов, купированные компанией Saban; в Квебеке были показаны только первые два мультсериала, трансляцию которых осуществляли телеканалы TQS et Télétoon.
В Латинской Америке аниме транслировались международным телеканалом Cartoon Network, приобретшим права на показ Digimon Xros Wars в 2014 году, и Disney XD. В Бразилии сериалы транслировались телеканалами RedeTV!, TV Globo, Disney XD, TV Kids, и Fox Kids. В испаноязычных странах региона сериалы транслировались такими телеканалами, как мексиканский Fox Kids, венесуэльский Televen, гондурасский Televicentro, эквадорский Ecuavisa и колумбийский Caracol Televisión.
В Европе компания Bandai Namco Holdings выпускала сериалы сначала на британских, испанских и португальских телеканалах, затем — на французских, итальянских, немецких телеканалах и каналах скандинавских стран. В Великобритании сериалы выходили в эфир на нескольких телеканалах, в частности Fox Kids, KIX и ITV. В Испании сериалы транслировали телеканалы TVE, Fox Kids, FDF, Boing и Disney XD. В Португалии сериалы транслировались на телеканалах TVI, SIC, и Canal Panda. Во Франции были показаны первые три сериала, премьерный показ которых был проведён в рамках передачи La Planète de Donkey Kong на телеканале France 2, также сериалы транслировались на каналах Fox Kids, Jetix, и в эфирном блоке TFou телеканала TF1. В соседней Италии сериалы выходили в эфире телеканала Rai 2. В Германии сериалы, начиная с 2000 года, выходили в эфир на телеканале RTL2. В Нидерландах их показывал Fox Kids. В Норвегии и Швеции сериалы впервые транслировались соответственно норвежской и шведской версиями телеканала TV3. В Польше они транслировались на телеканалах TV4, Fox Kids и Jetix. На Украине первый и четвёртый сериалы выходили соответственно на телеканалах «Новый канал» и ТЕТ.
На Ближнем Востоке сериалы, дублированные на арабский язык сирийской студией Venus Production, транслировались под названием Digital Heroes телеканалом Spacetoon.

## Сопутствующая продукция
Популярность серии Digimon обеспечила виртуальным питомцам высокие продажи в супермаркетах, общие показатели которых в марте 2002 года превысили 25 млрд иен. Медиафраншиза успешно закрепилась на японском рынке; было выпущено большое количество сопутствующей продукции, ориентированной как на детскую, так и взрослую аудитории: видеоигры, игрушки, манга, аниме, видеокассеты, DVD-диски, музыкальные синглы и сборники, журналы, комиксы, одежда, обувь, плюшевые игрушки, статуэтки, игральные карты, футбольные мячи и мобильные приложения. При участии компании Bandai на международном рынке досуга, продажи «дигимоновской» продукции в США к марту 2001 года увеличились на 150 %, или 10 млрд иен.

### Фильмы

Афиша аниме-фильма Digimon Adventure (1999, режиссёр Мамору Хосода)

К 2014 году состав медиафраншизы насчитывал в общей сложности девять коротко- и полнометражных аниме-фильмов, выходивших в прокат в японских кинотеатрах и транслировавшихся местным телевидением. Первая короткометражка под названием Digimon Adventure вышла в кинопрокат 6 марта 1999 года, за день до выхода в телеэфир одноимённого первого аниме-сериала. Два других полнометражных аниме-фильма, Bokura no War Game! и Chōzetsu Shinka!! Ōgon no Digimental, вышли в кинопрокат в марте и июле 2000 года. В то время, это были первые киноадаптации сюжета первых двух аниме-сериалов. Впоследствии, при совместном американско-канадском сотрудничестве между Fox Kids и 20th Century Fox, 6 октября 2000 года был выпущен полнометражный анимационный фильм Digimon: The Movie, составленный из сильно купированных редакций первых трёх фильмов и показанный в 1700 американских кинотеатрах; фильму предшествовало краткое представление с персонажами мультсериала Angela Anaconda.
Пятый и шестой фильмы, Bōkensha-tachi no Tatakai, выпущенный 14 июля 2001 года, и Bōsō Digimon Tokkyū, вышедший 2 марта 2002 года, повествуют о приключениях героев третьего аниме-сериала, Digimon Tamers. 20 июля 2002 года вышел седьмой фильм продолжительностью 40 минут, Digimon Frontier - Kodai Digimon Fukkatsu!, повествующий о героях четвёртого аниме-сериала — Digimon Frontier. В 2005 году компания Bandai анонсировала на 3 января 2005 года новый проект полнометражного компьютерного мультфильма. Этот 80-минутный полнометражный фильм под названием Digital Monster X-Evolution снят был студией Imagi Animation и вышел в эфир телеканала Fuji Television 3 января 2005 года. Девятый короткометражный фильм, Digimon Savers the Movie Kyuukyoku Power! Burst Mode Hatsudou!!, вышел в прокат 19 декабря 2006 года. Два других короткометражных стереофильма, Digimon Adventure 3D Digimon Grand Prix! и Digimon Savers 3D Digital World Kiki Ippatsu!, были представлены 3 октября 2009 года на фестивале анимационных фильмов Tobidasu 3D! Toei Animation Festival. С июня по сентябрь 2012 года, каждый из этих фильмов были переизданы для продажи на японском рынке.

### Видеокассеты и DVD
Распространение видеокассет и DVD-дисков началось на японском рынке ещё во время показа на телевидении аниме-сериала Digimon Adventure. Первая видеокассета с записью четырёх серий была взята в прокат 10 сентября 1999 года, а первая покупка состоялась 21 января 2001 года, затем последовали многие другие части и сезоны в формате DVD. На близлежащем материке, в Австралии, за продажу DVD отвечала компания Madman Entertainment. Во Франции первый сериал на видеокассетах и DVD-дисках, изданных компанией TF1 Vidéo, появился в 2001 году, затем, в 2007 году, компания LCJ Éditions выпустила большое количество наборов DVD с первыми тремя сериалами.
На американских рынках записи первых пяти сериалов, вышедших в продажу к 2013 году, издавались компаниями New Video Group, FUNimation, 20th Century Fox, и Buena Vista Home Entertainment, начиная с первой видеокассеты с записью Digimon: Digital Monsters - The Birth of Greymon, изданной 2 ноября 1999 года. Сериалы и фильмы регулярно издаются компаниями-распространителями. FUNimation и Crunchyroll ограниченно предлагают оригинальные версии второго и третьего сериалов с субтитрами. Интернет-сайты Amazon и Direct2Drive ограниченно предлагают оригинальную версию второго сериала с субтитрами. В 2011 году сайт Hulu представил полную версию третьего сериала. В августе 2013 года Netflix добавил в свой онлайновый видеокаталог японские версии первых двух сериалов с субтитрами на английском языке.

### Видеоигры

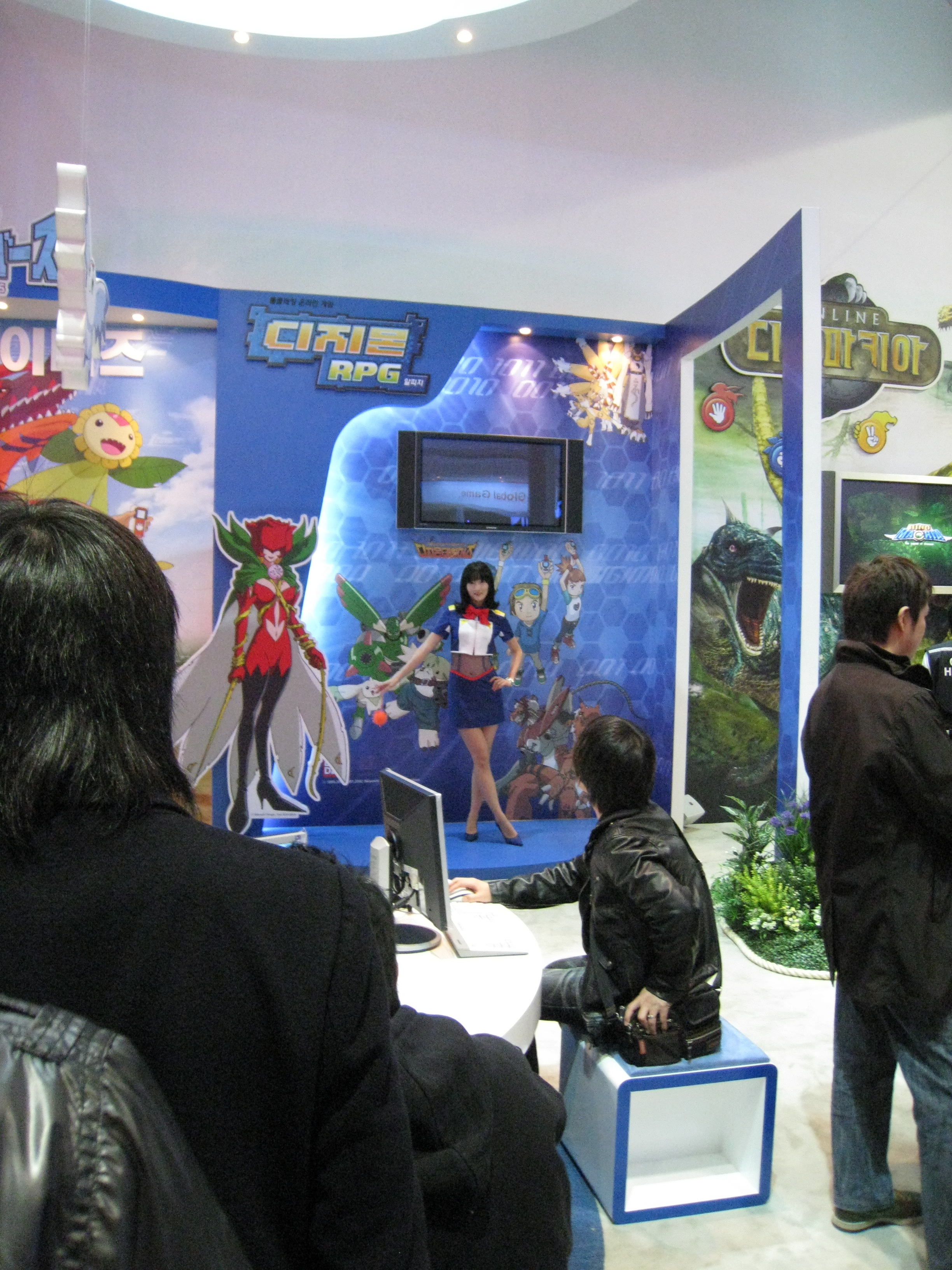
Презентация игры Digimon RPG и продвижение аниме в Южной Корее

Существует множество видеоигр по Digimon, геймплей и концепция которых часто сравнивались специализированными СМИ с другими сериями видеоигр, в частности Super Smash Bros., Final Fantasy Crystal Chronicles, и Pokémon. Вопреки этому, серия видеоигр обрела заметную популярность на японском рынке благодаря жанровому разнообразию предлагаемых игр, среди которых экшны, квесты, файтинги, автосимуляторы, карточные игры, интерактивные игры для ПК, платформеры, ролевые игры, симуляторы, симуляторы жизни и стратегии.
Франшиза изначально была запущена в качестве виртуальных питомцев, небольших электронных приборов и видеоигр, ориентированных на мальчишескую аудиторию и изначально разрабатываемых и распространяемых на японском рынке с июня 1997 года компанией Bandai. После феноменального успеха устройств начали появляться многие другие видеоигры для консолей пятого поколения, начиная с выхода 23 сентября 1998 года игры Digital Monster Ver. S: Digimon Tamers, разработанной компанией TOSE для консоли Sega Saturn. Влед за ней, в 1999 году вышла игра Digimon World разработанная компанией Bandai, для консоли PlayStation; в феврале 2000 года её продажи на японских рынках оцениваюстся в более 250 тыс. копий. Это обеспечило выход в 2000 и 2002 годах двух последующих игр для консоли PlayStation: Digimon World 2 и Digimon World 3. В 2001 году для той же консоли была выпущена знаменитая Digimon Rumble Arena, первая игра серии Digimon с использованием псевдотрёхмерной графики. В то же время, в 2000 году, выделились такие игры, как Digimon Adventure 02: Tag Tamers для консоли WonderSwan, продажи которой достигли 34.142 копий за три недели после выпуска, и Digimon Adventure 02: D1 Tamers для WonderSwan Color, 14.459 копий которой были проданы за один день после выпуска.
Переход серии на шестое поколение игровых систем был ознаменован выпуском игры Digimon Battle Spirit для GameBoy Advance, разработанной компанией Dimps и 25.296 копий которой были проданы за две недели после выпуска, а затем и второй части данной игры. Также в 2002 году, для южнокорейских, затем — японских пользователей, была выпущена свободная ММОРПГ Digimon RPG по мотивам третьего аниме-сериала, Digimon Tamers, и занявшая первое место в списке самых востребованных игр в 2008 году по версии китайской поисковой системы Baidu. 6 января 2005 года вышла четвёртая часть серии Digimon World, Digimon World 4, для консолей PlayStation 2, Xbox, и GameCube. 2006 год ознаменовался выходом Digimon World DS, первой игры серии Digimon для консоли седьмого поколения Nintendo DS, затем в свет вышли Digimon World Dawn и Dusk (2007),  Digimon World Championship (2008), Digimon Story: Lost Evolution (2010), и Digimon Story: Super Xros Wars Red и Blue (2011).
В 2011 году Bandai анонсировала первую новую видеоигру для PlayStation Portable (PSP), приуроченную к празднованию пятнадцатилетия франшизы — Digimon World Re:Digitize, разработанную совместно с компанией Tri-Crescendo и вдохновлённую первой игрой для PlayStation, Digimon World. Продолжение её, Digimon World Re:Digitize Decode, было анонсировано в феврале 2013 года в японском журнале V Jump, а затем выпущено в продажу 27 июня 2013 года для портативной консоли Nintendo 3DS. Вторая новая игра, тоже для PSP, под названием Digimon Adventure, выпущенная 13 января 2013 года, излагала каждую серию одноимённого первого аниме-сериала. В декабре 2013 года была анонсирована Digimon Story: Cyber Sleuth, игра для PlayStation Vita, ориентированная на взрослых поклонников сериала; её выпуск был обещан в течение 2015 года в качестве прямого приквела  к игре Digimon Story. Между тем, 31 июля 2014 года, была анонсирована Digimon All-Star Rumble для консолей PlayStation 3 и Xbox 360; выпуск её изначально был обещан на осень того же года в Европе.